# BMW N20
Der BMW N20 ist ein Ottomotor des Automobilherstellers BMW mit vier Zylindern in Reihe und Turboaufladung. Die neue Motorengeneration wurde im Januar 2011 vorgestellt. Das erste Auto mit diesem Motor ist der X1 xDrive28i. Dort ersetzte er den Sechszylinder N52 und wird seitdem sukzessive auch in anderen Baureihen verwendet.

## Technik

### Allgemeines
Der N20-Motor wurde als Baustein des EfficientDynamics-Konzepts entwickelt, das die Reduktion des Kraftstoffverbrauchs und der Schadstoffemissionen bei verbesserten Fahrleistungen erreichen soll. Die Bauweise orientiert sich am sechszylindrigen N55, der in Leistungsbereiche vorgedrungen ist, die bislang Motoren mit acht Zylindern vorbehalten waren.
Der N20 hat zwei Zylinder weniger als der N52 und der N53, die er ergänzen oder ersetzen soll. Dadurch hat er geringere Reibungsverluste, ist leichter und verbraucht schon deshalb weniger Kraftstoff.
Im X1 xDrive28i erreicht der N20 gegenüber dem N52 einen Gewichtsvorteil von 15 kg (Leergewichte mit Automatikgetriebe nach EU: N20 1670 kg, N52 1685 kg) und einen um 1,5 l verringerten Durchschnittsverbrauch im EU-Testzyklus (7,9 l zu 9,4 l).
Für die Erfüllung der SULEV (Super Ultra Low Emissions Vehicle)-Anforderungen gab es den Motor als Variante N26.

### Motor
Motorblock und Zylinderkopf bestehen aus Aluminium. Der Motor hat zwei obenliegende Nockenwellen und die Nockenwellenverstellung Doppel-VANOS. Der Hub der Einlassventile ist zusätzlich über das Valvetronic-System verstellbar, das mit einem neuen Stellmotor mit eingebautem Sensor höhere Stellgeschwindigkeiten erreicht. Die Drosselklappe wird dadurch überflüssig, wodurch die Drosselverluste vermindert werden und das Ansprechverhalten verbessert wird. Das Gemisch bereitet die als High Precision Injection (HPI) bezeichnete Benzindirekteinspritzung auf. Über zentral zwischen den Ventilen angeordnete Magnetventil-Injektoren wird der Kraftstoff mit einem maximalen Einspritzdruck von 200 bar in einem Strahl zur Zündkerze transportiert, was eine genauere Dosierung des Kraftstoffs ermöglicht. Durch die kühlende Wirkung des direkt eingespritzten Benzins kann eine höhere Verdichtung realisiert werden.

### Aufladung
Der Turbolader hat zwei getrennte Einlaufspiralen (Twin-Scroll, bei BMW TwinPower genannt). Die Zylinder sind in Gruppen mit einem günstigen Zündabstand (240° für Dreizylindergruppen, 360° für Zweizylindergruppen) zusammengefasst. Daher liegt zum Ende des vierten Taktes, wenn Ein- und Auslassventile offen sind, ein niedriger Druck in der Abgasleitung an, wodurch ein Durchspülen des Brennraums mit Luft erreicht werden kann. Dadurch steigt der Massenstrom und der Verdichter arbeitet weiter entfernt von der Pumpgrenze bei besserem Wirkungsgrad und höherer Drehzahl. Zudem sinkt der Restgasgehalt im Brennraum, wodurch die Klopfneigung reduziert wird. Twinscrollader werden bei Ottomotoren normalerweise mit Nockenwellenstellern und Direkteinspritzung kombiniert, um den Spüleffekt nutzen zu können, ohne dass unverbrannter Kraftstoff in den Auslass gelangt.

### Peripherie
Zur weiteren Kraftstoffeinsparung tragen Maßnahmen des EfficientDynamics-Pakets bei, darunter Bremsenergierückgewinnung, elektrische Servolenkung und Start-Stopp-Automatik. Neu ist die bedarfsgerechte Regelung der Ölpumpe und eine elektrisch angetriebene Kühlmittelpumpe, die nach Bedarf unabhängig von der Motordrehzahl gesteuert wird.

## Daten
| Motortyp | Hubraum          | Bohrung × Hub   | Leistung bei 1/min                            | Drehmoment bei 1/min | Verdichtung | Bauzeit      |
| -------- | ---------------- | --------------- | --------------------------------------------- | -------------------- | ----------- | ------------ |
| N20B20   | 2,0 L (1997 cm3) | 84 mm × 90,1 mm | 115 kW (156 PS) bei 5000–6250                 | 240 Nm bei 1250–4400 | 10,0:1      | seit 03/2013 |
| N20B20   | 2,0 L (1997 cm3) | 84 mm × 90,1 mm | 135 kW (184 PS) bei 5000–6250                 | 270 Nm bei 1250–4500 | 11,0:1      | seit 09/2011 |
| N20B20   | 2,0 L (1997 cm3) | 84 mm × 90,1 mm | 160 kW (218 PS) bei 5000                      | 310 Nm bei 1350–4800 | 10,0:1      | seit 03/2012 |
| N20B20   | 2,0 L (1997 cm3) | 84 mm × 90,1 mm | 175 kW (238 PS) bei 5000                      | 350 Nm bei 1250–4800 | 10,0:1      | seit 10/2013 |
| N20B20   | 2,0 L (1997 cm3) | 84 mm × 90,1 mm | 180 kW (245 PS) bei 5000–6500 0bei 5000–6000* | 350 Nm bei 1250–4800 | 10,0:1      | seit 03/2011 |

*BMW Z4 sDrive28i

## Verwendung
N20B20 (115 kW)

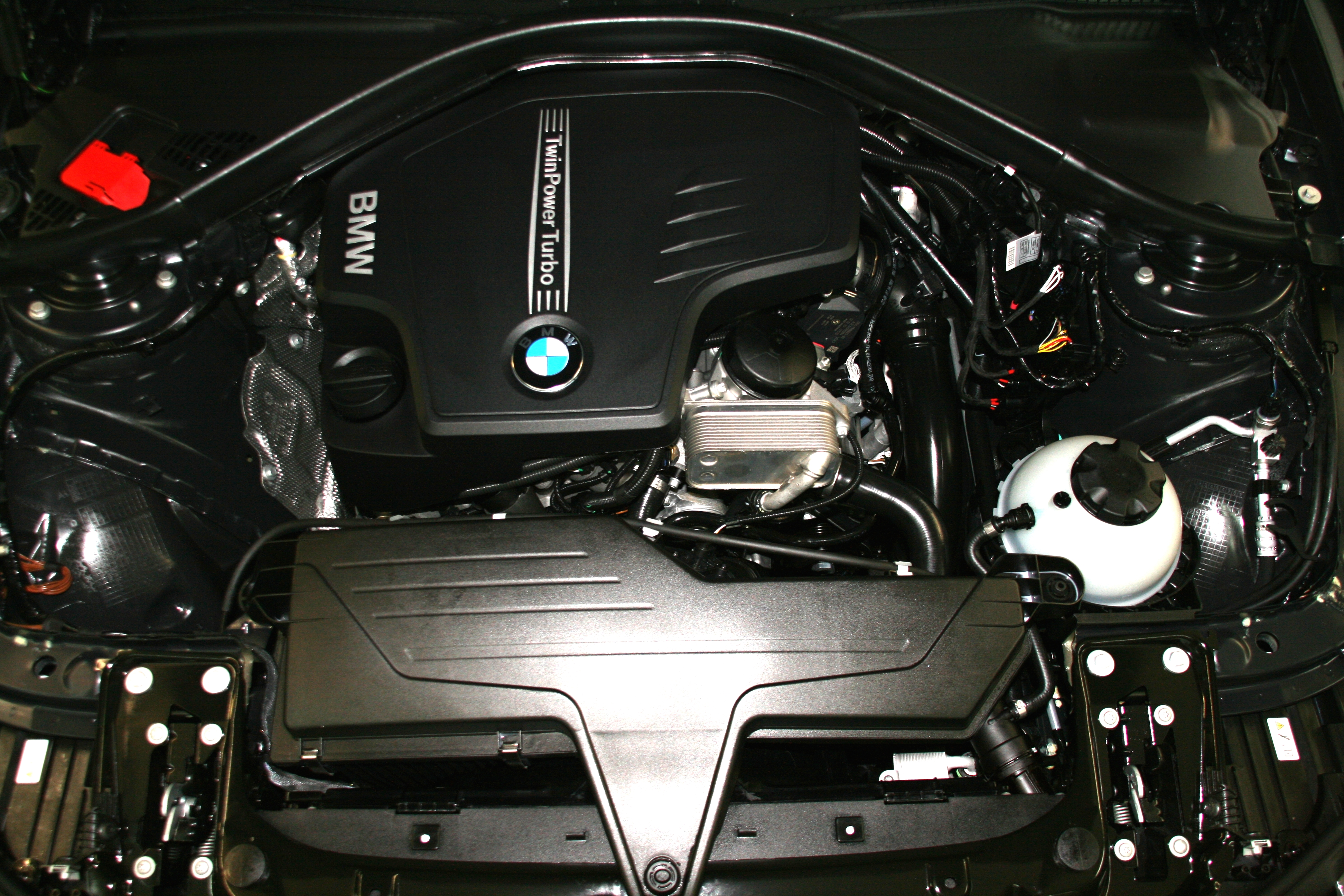
N20 im BMW 328i

- BMW Z4 (E89) sDrive18i, seit 03/2013

N20B20B (135 kW)
- BMW 220i (F22), seit 11/2013
- BMW 320i (F30), seit 03/2012
- BMW 420i (BMW 4er), 11/2013 bis Frühjahr 2016[7]
- BMW 520i (F10), 09/2011 bis 2017[8]
- BMW X1 sDrive20i/xDrive20i (E84), seit 09/2011
- BMW X3 xDrive20i (F25), seit 09/2011
- BMW Z4 (E89) sDrive20i, seit 09/2011

N20B20 (160 kW)
- BMW 125i (F20), 03/2012 bis Sommer 2016[9]

N20B20 (175 kW)
- BMW 125i mit BMW M Performance Power Kit (F20), seit 10/2013

N20B20A (180 kW)
- BMW 228i (F22), 07/2014 bis Sommer 2016[10]
- BMW 328i (F30), 10/2011 bis Sommer 2015[11]
- BMW 428i (BMW 4er), 07/2013 bis Frühjahr 2016[7]
- BMW 528i (F10), 09/2011 bis 2017[8]
- BMW X1 xDrive28i (E84), seit 03/2011
- BMW X3 xDrive28i (F25), seit 11/2011
- BMW X5 xDrive40e (F15), seit 2015
- BMW Z4 (E89) sDrive28i, seit 09/2011